# Ramandolo

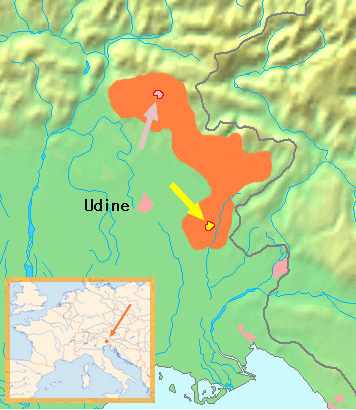
Die DOCG Cialla ist mit einem gelben Pfeil gekennzeichnet
Mit einem violetten Pfeil ist die DOCG Ramandolo markiert

Der Ramandolo ist ein süßer Weißwein aus dem Friaul. Er stammt aus der sehr kleinen, nur knapp 40 Hektar Anbaufläche umfassenden DOCG Ramandolo in den Gemeindegebieten von Nimis und Tarcento, nordöstlich von Udine, nahe der Grenze zu Slowenien. Erst seit 2001 ist dieses Gebiet als DOCG ausgewiesen, seitdem kommen diese Weine auch in den Handel. Die Weinbaugeschichte und insbesondere die Erzeugung von Süßweinen reicht jedoch viel weiter, zumindest bis ins frühe Mittelalter, zurück.
Die Weine werden ausschließlich aus Trauben des weißen Verduzzo Friulano gekeltert, der lokal auch „Verduzzo giallo“ genannt wird. Die oft steilen Rebflächen liegen an Südhängen in etwa 300–500 Metern Höhe. Nach Norden und Nordosten ist das Gebiet durch den Monte Bernadia geschützt, nach Süden ist es zur Adria hin offen.

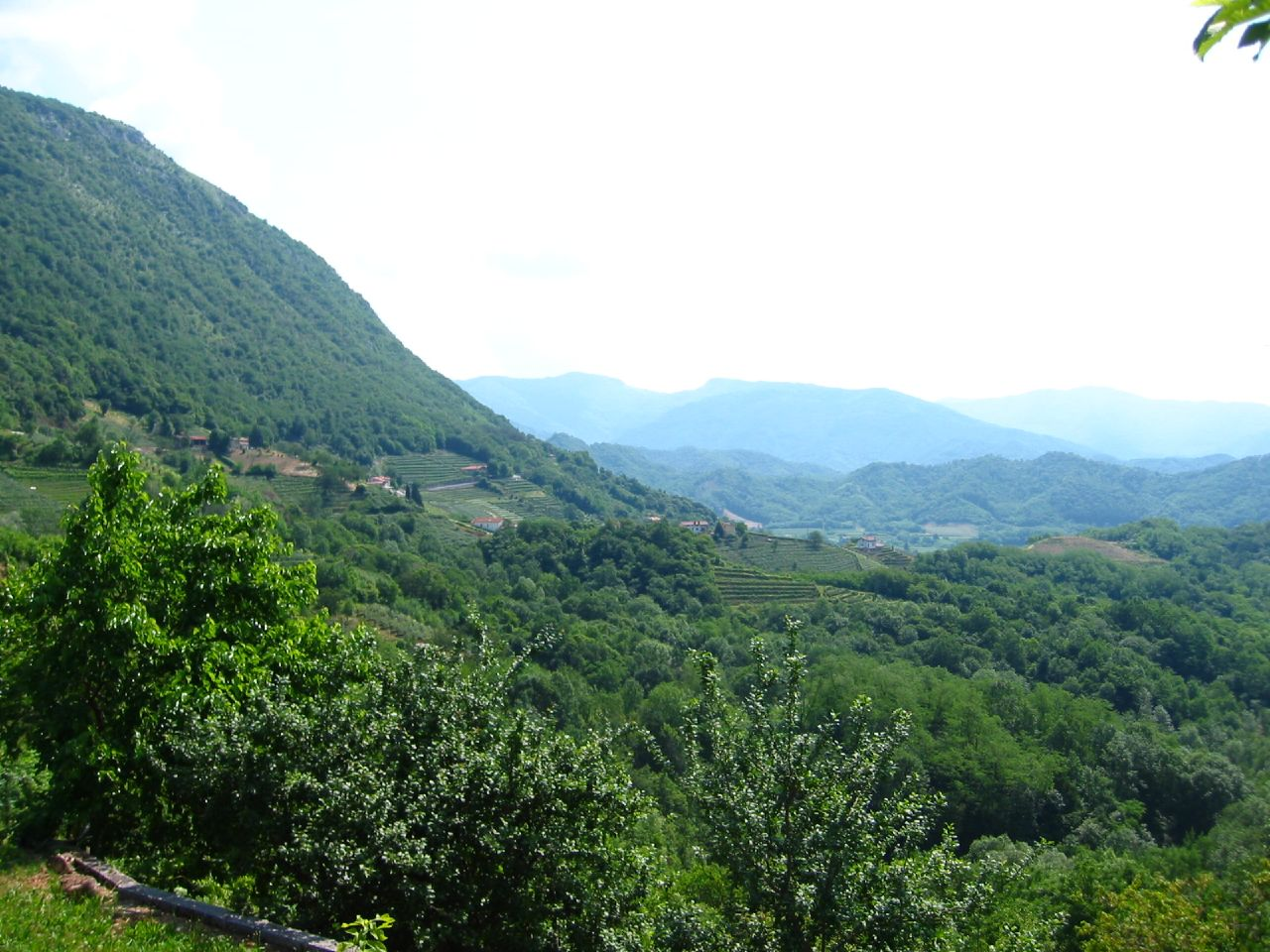
Rebflächen und Hügellandschaft um Ramandolo

Die Lese beginnt erst Mitte Oktober und kann bis Mitte November, in idealen Jahren bis in den Dezember hinein andauern. Üblicherweise werden die Trauben nicht ausgelegt, sondern trocknen am Weinstock aus. Botrytis ist unerwünscht. Nach dem Entrappen werden die sorgfältig gepressten Trauben meist in Stahltanks, in hervorragenden Jahren auch in relativ kleinen Eichenfässern sehr langsam vergoren. Danach werden sie auf neue Barriquefässer umgezogen und reifen zwischen 6 Monaten und einem Jahr. Nach dem Abfüllen in die mit charakteristischen keltischen Spiral- und Radsymbolen versehenen, 0,35 oder 0,5 Liter fassenden Flaschen kommen sie nach einer weiteren Reifezeit von zumindest einem halben Jahr in den Handel. Nur höhere Qualitäten großer Jahrgänge reifen über mehrere Jahre in Fässern.
Gelungene Ramandolos gehören zu den herausragendsten Süßweinen Italiens; sie sind qualitativ häufig über den bedeutend kostspieligeren und berühmteren Picolit zu stellen. Ramandolos sind leuchtend goldgelbe bis bernsteinfarbene Weine von einer nuancierten, niemals aufdringlichen Süße und einer differenzierten Säurestruktur; oft weisen sie intensive Mandel- oder Haselnussaromen auf. Ihr Alkoholgehalt beträgt mindestens 14 Vol.-%, der Gehalt an Restzucker zwischen 5 und 6 %, was etwa 80–90 Gramm/Liter entspricht. Ein Ramandolo sollte gekühlt, aber nicht kalt getrunken werden. Auf Flaschen gezogene Ramandolos sind bei entsprechender Lagerqualität über viele Jahre hinweg ohne Qualitätsveränderung lagerbar.